# Собор Святых Апостолов Петра и Павла (Минск)
Собор святых апостолов Петра и Павла (бел. Сабор святых апосталаў Пятра і Паўла) — храм белорусского экзархата Русской Православной церкви. Полное название — «Собор во имя святых апостолов первоверховных Петра и Павла». Другие названия: «Петропавловский собор», «Екатерининская церковь». Год основания — 1612. Архитектурный стиль — барокко. Место расположения — Беларусь, Минск, Раковская ул., 4.

## История собора
Собор святых апостолов Петра и Павла — старейшая церковь в Минске. Собор был основан в 1612 году на добровольные пожертвования 52 лиц из дворян и прочих жителей Минского воеводства, во имя святых Апостолов Петра и Павла. Храм был возведён в конце 1620-х годов как церковь Минского Петропавловского православного мужского монастыря. В 1635 году в храме (и прилегающем к нему монастыре) побывал митрополит Киевский Пётр Могила. В 1670-х годах в нём некоторое время жил Македонский митрополит Софроний Голепонос.
В 1793—1795 гг. храм был отреставрирован на средства, пожертвованные российской императрицей Екатериной II. В 1795 году храм отремонтирован и освящен во имя святой великомученицы Екатерины и становится городским собором, именуясь Свято-Екатерининским собором. С 1795 по 1799 год являлся кафедральным собором Минской епархии.
В 1870—1871 годах был основательно перестроен, в частности на башнях-звонницах появились купола православного стиля, проведена полная реставрация, во время которой сделаны росписи, по свидетельству современников, сравнимые по богатству с росписями храма Христа Спасителя в Москве.
В 1913 году при соборе насчитывалось 5698 прихожан. Причт собора состоял из настоятеля, трёх священников, диакона и четырёх псаломщиков.
Осенью 1933 года закрыт, члены клира арестованы и расстреляны, в помещениях храма был устроен склад для хранения пищевых продуктов. Внутреннее пространство храма разбили на три этажа. В первом из них было отведено место для хранения сельди.
7 декабря 1941 года богослужения были вновь возобновлены. Архиепископом Филофеем (Нарко) главный престол храма был переосвящен во имя святых Петра и Павла, правый придел — во имя святой великомученицы Екатерины, а собор опять стал называться Свято-Петро-Павловским. Службы продолжались до декабря 1944 года, после чего собор вновь был закрыт и перестроен для размещения в нём государственного архива. В ходе боевых действий храм был поврежден, в частности была разрушена одна из колоколен (северная), в результате чего здание потеряло симметрию.
После Великой Отечественной войны храм был приспособлен под жильё, а затем — под Архив научно-технической документации БССР и Архив-музей литературы и искусства БССР.
С 1972 по 1978 годы здание претерпело масштабную реставрацию с целью воссоздания его изначального облика. Была восстановлена северная колокольня, изменена форма куполов на шатровые завершения.
7 декабря 1991 года богослужения вновь возобновлены и собор освящен заново во имя святых апостолов Петра и Павла.
В 1990-2000-е годы проводилась реставрация внутренней части храма.
Сегодня[когда?] церковь отреставрирована, её башни получили шатровые завершения, а фасады освободились от позднейших пристроек. Петропавловский собор является единственным памятником архитектуры эпохи Ренессанса, сохранившимся в Минске. Храм внесен в Государственный список историко-культурных ценностей Республики Беларусь как памятник архитектуры республиканского значения.
При храме существуют два братства: во имя Трёх Виленских мучеников (образовалось в 1992 году) и братство студентов-медиков в честь свт. Николая Чудотворца (образовалось в 1998 году).
Настоятель храма — протоиерей Георгий Латушко (с 1991 года).

## Галерея
- Собор до перестройки во второй половине XIX века. Рис. Д. Струкова, 1864
- Собор, 1900 год
- Собор, 1901 год
- Собор сегодня
- Икона Виленских мучеников в храме